# Vergeltung am Teufelssee
Vergeltung am Teufelssee (Originaltitel: The Secret of Convict Lake) ist ein US-amerikanischer Western aus dem Jahr 1951 von Michael Gordon mit Glenn Ford und Gene Tierney in den Hauptrollen. Der Film wurde von 20th Century Fox produziert und basiert auf einer Originalstory von Anna Hunger und Jack Pollexfen.

## Handlung
Am 17. September 1871 können 29 Häftlinge aus dem Gefängnis von Carson City entkommen. Fünf Wochen später sind bis auf sechs Männer alle Ausbrecher wieder eingefangen worden. Ein heftiger Schneesturm zwingt die Verfolger zur Rückkehr nach Nevada. Man ist sicher, dass die übrigen Häftlinge erfrieren werden. Tatsächlich erfriert einer der Ausbrecher, doch die übrigen fünf, James Canfield, Johnny Greer, Edward Cockerell, Clyde Maxwell und Matt Anderson, erreichen eine kleine Siedlung am Teufelssee. Bewohnt wird die Ortschaft von Frauen, deren Männer unterwegs zum Silberabbau sind. Das Erscheinen der Fremden beunruhigt die Frauen, besonders als Marcia Stoddard die Fußeisen erkennt. Canfield weist Marcia für ihre Vorverurteilung zurecht. Die alte Granny ist von seinem Appell um Anstand beeindruckt und willigt ein, den Männern Nahrung und eine leerstehende Hütte zu überlassen. Als Canfield erfährt, dass der Hüttenbesitzer Rudy Schaeffer ist, mit dem Marcia verlobt ist, reagiert er distanziert, aber liefert keine Erklärung.
Granny fordert die anderen Frauen auf, ihre Waffen in ihrer Hütte zu verstecken. Der skrupellose Greer will sich der Waffen bemächtigen. Zudem will er von Canfield wissen, wo er das Geld versteckt hat, als er den Minenbesitzer Clifford Morgan erschoss. Canfield weist den Diebstahl des Geldes zurück und weigert sich zu erklären, warum er die Gruppe zu dieser Siedlung geführt hat. Da Maxwell an Fieber leidet, bringen Marcia und Rachel Purcell am nächsten Morgen Medizin zur Hütte. Während Greer mit Rachel flirtet, fragt Canfield Marcia nach Schaeffer. Marcia weicht aus und zieht sich mit Rachel zurück. Am Abend verursacht die ängstliche Rachel, dass eine Scheune Feuer fängt. Die Männer helfen dabei, die Vorräte und alles Material in Sicherheit zu bringen. Aus Dankbarkeit kochen die Frauen ein Abendessen für die Häftlinge. 
Am nächsten Tag lässt Greer Anderson und Cockerell nach den Waffen suchen. Den genesenen Maxwell weist er an, wegen seiner Vorliebe, Frauen zu belästigen, in der Hütte zu bleiben. In Grannys Hütte unterhält sich Canfield mit Granny und Marcia und kann Grannys Pistole an sich bringen. Das Gespräch überzeugt Granny, dass Canfield kein Verbrecher ist. Marcia sucht Canfield, der ihr erklärt, dass er wegen Schaeffer die Siedlung aufgesucht habe. Schaeffers falsche Aussagen waren der Grund, warum er des Raubmordes an dem Minenbesitzer angeklagt wurde. Marcia versucht, um Canfields Rache an Schaeffer zu verhindern, das gestohlene Geld zu finden. Da sie erfolglos ist, will sie zu Schaeffer reiten. Zur gleichen Zeit flirtet Rachels halbwüchsige Tochter Barbara unschuldig mit Maxwell. Greer erfährt, dass Marcia fortgeritten ist und will ihr Anderson nachschicken, doch Canfield reitet nun selber. Während sich Greer an Rachel heranmacht, findet Canfield Marcia in einer Höhle, in der sie Schutz gesucht hat. Er gesteht ihr, den betrügerischen Minenbesitzer Morgan in Notwehr getötet zu haben. Er hat jedoch das Geld nicht gestohlen und keinen kaltblütigen Mord begangen, so wie es Schaeffer dargestellt hat. Canfield fragt sich, ob Marcia Schaeffer aus Liebe heiraten will, oder weil er freundlich zu ihr ist. Unfähig ihre gegenseitige Zuneigung zu leugnen, küssen sich Marcia und Canfield. Danach fordert sie ihn auf, mit seinem Racheplan fortzufahren, doch Canfield ist der Meinung, dafür sei es zu spät. Greer hat sich in Rachels Hütte häuslich eingerichtet. Rachel bittet ihn, sie später mitzunehmen, dafür zeigt sie ihm, wo die Waffen versteckt sind. Greer, Cockerell und Anderson können die Waffen aus Grannys Hütte entwenden.
In einer nahen Stadt sehen Schaeffer und seine Freunde Steckbriefe der flüchtigen Häftlinge. In Angst um ihre Frauen eilen sie zur Siedlung. Am nächsten Morgen bereiten sich die Häftlinge zum Aufbruch vor. Rachels Schwester Harriet sucht nach Barbara, die sich mit Maxwell weggeschlichen hat. Marcia und Canfield sind auf dem Rückweg zur Siedlung, als sie Barbara mit Maxwell sehen. Canfield schickt Marcia zur Siedlung vor und schleicht Maxwell hinterher, der das junge Mädchen küssen will. Als Barbara ihn ängstlich von sich drückt, zückt er ein Messer. Canfield greift ein und ringt mit Maxwell um das Messer. Barbaras panische Schreie haben die Frauen alarmiert, die hinzukommen und Maxwell mit Mistgabeln töten. Barbara verhindert, dass sie auch den verletzten Canfield töten. Greer hingegen schlägt Canfield nieder, um herauszufinden, wo das Geld ist. Marcia geht zu Rachel, die gesteht, das Geld in Schaeffers Sachen gefunden zu haben. Gerade als Marcia Greer das Geld übergeben hat, kommen Schaeffer und seine Freunde an. Sofort beginnt eine heftige Schießerei, bei der Anderson und Cockerell getötet werden. Greer ergreift die Flucht, stürzt aber in eine tiefe Schlucht. Canfield kann seinen Drang, Schaeffer zu töten, überwinden. Er will vielmehr, dass der seinen Betrug vor allen anderen zugibt. Marcia, die davon nichts mitbekommen hat, irritiert Canfield mit einem Ruf. Schaeffer will Canfield erschießen, doch Canfield ist schneller und tötet ihn in Notwehr. 
Nachdem die Toten begraben sind, erklärt Marcia, dass Canfield ein guter Mann sei, der nicht bestraft werden soll. Als der Sheriff Bramwell den Fall untersucht, sagt Granny aus, dass in den fünf frischen Gräbern die fünf Häftlinge liegen. Der Sheriff ist überzeugt, auch Rachel sagt nichts. Später verlassen Marcia und Canfield die Siedlung gemeinsam. Der See wird in Convict Lake umbenannt.

## Produktion

### Hintergrund
Gedreht wurde der Film vom 29. Januar bis Anfang Mai 1951 in Durango (Colorado), Bishop (Kalifornien) sowie in den Fox-Studios in Century City.
Der Film basiert auf einer wahren Begebenheit. 29 Häftlinge konnten am 17. September 1871 aus einem Gefängnis in Nevada entkommen. Der Großteil der Ausbrecher konnte wieder gefangen werden. Fünf Häftlinge erreichten den Monte Diablo Lake. Hier wurden sie von den Verfolgern eingeholt. Nach einer Schießerei konnten die überlebenden Häftlinge festgenommen werden. Der See wurde später in Convict Lake (dt.: Sträflingssee) umbenannt.
Ben Hecht, der am Drehbuch mitarbeitete, verzichtete aus unbekannten Gründen auf einen Credit.
Das Drehbuch wurde von der Zensurbehörde mehrere Male beanstandet. Hauptverantwortlich war dafür die Charakterisierung der Figur Clyde Maxwell als psychopathischer Vergewaltiger und Sexualmörder. Die Behörde bestand darauf, Clydes sexuelle Aggressivität abzumildern. Zudem sollte die Figur der Barbara Purcell von einem Kind zu einer jungen Frau von 17 bis 18 Jahren umgeschrieben werden. Nach mehreren Treffen zwischen Offiziellen des Studios und Beamten der Behörde wurde das Drehbuch im Januar 1951 genehmigt.

### Stab
Richard Irvine und Lyle R. Wheeler oblag die künstlerische Leitung. Thomas Little und Fred J. Rode waren für das Szenenbild zuständig, Edward Stevenson für die Kostüme. Verantwortliche Toningenieure waren Harry M. Leonard und Arthur von Kirbach. Fred Sersen schuf die visuellen Effekte. Musikalischer Direktor war Lionel Newman. Das Orchester wurde u. a. von Earle Hagen und Herbert W. Spencer geleitet.

### Besetzung
In kleinen nicht im Abspann erwähnten Nebenrollen traten Jack Lambert, Tom London und Ray Teal als Sheriff Cromwell auf.
Dale Robertson sprach die Einleitung.
Ann Dvorak trat letztmals in einem Kinofilm auf.

## Veröffentlichung
Die Premiere des Films fand am 29. Juli 1951 in Los Angeles statt. In der Bundesrepublik Deutschland kam er am 7. August 1953 in die Kinos, in Österreich im Januar 1954. Er wurde auch unter dem Titel Vergeltung am Teufelspaß gezeigt.

## Kritiken
Der Filmkritiken-Aggregator Rotten Tomatoes hat in einer Auswertung ein Publikumsergebnis von 67 Prozent positiver Bewertungen ermittelt.
Das Lexikon des internationalen Films schrieb: „Routiniert entwickelter dramatischer Western mit soliden Darstellerleistungen.“
Der Kritiker der The New York Times befand, der Film habe eine gute Besetzung sowie eine recht provokante Geschichte und wurde als psychologischer, reifer Western konzipiert. Das Ergebnis ist unglücklicherweise ein totes Pferd. Die Drehbuchautoren jagen die Darsteller von Klischee zu Klischee und legen ihnen Dialoge in den Mund, die zu herzlichem Gelächter reizen.
Manny Farber beschrieb den Film in der Wochenzeitschrift The Nation als grotesk übertrieben kultivierten Western mit Diskussionen über Anstand, Unsittlichkeit, Seelenfrieden und Güte.
Bob Thomas schrieb im Santa Cruz Sentinel, dass keiner der Charaktere vollkommen sympathisch sei. Doch die Besetzung, besonders Ford, Tierney und Barrymore, machen die Geschichte glaubwürdig.